# Егорово (Рязанская область)
Егорово — деревня в Клепиковском районе Рязанской области России, входит в состав Екшурского сельского поселения. До 20-го века, имело второе название — Савинская.

## География
Деревня находится в северной части Рязанской области, в пределах Мещёрской низменности, в зоне хвойно-широколиственных лесов, на расстоянии примерно 4 километров (по прямой) к востоку-юго-востоку (ESE) от города Спас-Клепики, административного центра района. Абсолютная высота — 120 метров над уровнем моря.
Климат
Климат характеризуется как умеренно континентальный, с ярко выраженными сезонами года. Средняя температура воздуха самого тёплого месяца (июля) — 18,5 °C (абсолютный максимум — 39 °С); самого холодного (января) — −10 — −11 °C (абсолютный минимум — −45 °С). Безморозный период длится около 135 дней в году. Снежный покров держится в среднем 139 дней в году. Среднегодовое количество осадков — около 500 мм.
Часовой пояс
Село Каликино, как и вся Рязанская область, находится в часовой зоне МСК (московское время). Смещение применяемого времени относительно UTC составляет +3:00.

## Население
| 1859 | 1906 | 2010 |
| ---- | ---- | ---- |
| 280  | ↗515 | ↘279 |

Национальный состав
Согласно результатам переписи 2002 года, в национальной структуре населения русские составляли 99 % из 292 чел.

## Инфраструктура
Действуют фельдшерско-акушерский пункт, магазин и почтовое отделение.